# Liste der Mitglieder des Senats im 12. Kongress der Vereinigten Staaten
Die Senatoren im 12. Kongress der Vereinigten Staaten wurden zu einem Drittel 1810 und 1811 neu gewählt. Vor der Verabschiedung des 17. Zusatzartikels 1913 wurde der Senat nicht direkt gewählt, sondern die Senatoren wurden von den Parlamenten der Bundesstaaten bestimmt. Jeder Staat wählt zwei Senatoren, die unterschiedlichen Klassen angehören. Die Amtszeit beträgt sechs Jahre, alle zwei Jahre wird für die Sitze einer der drei Klassen gewählt. Zwei Drittel des Senats bestehen daher aus Senatoren, deren Amtszeit noch andauert.
Die Amtszeit des 12. Kongresses ging vom 4. März 1811 bis zum 3. März 1813, seine erste Tagungsperiode fand vom 4. November 1811 bis zum 6. Juli 1812 in Washington, D.C. statt, die zweite Periode vom 2. November 1812 bis zum 3. März 1813.

## Zusammensetzung und Veränderungen
Im 10. Kongress saßen am Ende seiner Amtszeit 27 Republikaner (heute meist Demokratisch-Republikanische Partei genannt) und sieben Föderalisten. Die Republikaner konnten bei der Wahl alle Sitze verteidigen, die Föderalisten verloren den Sitz in Massachusetts. Das Parlament konnte sich nicht auf einen Nachfolger einigen, der Sitz blieb daher zunächst vakant, wodurch sich das Parteienverhältnis auf 27 zu sechs änderte. Noch vor der ersten Tagungsperiode des Senats wählte das neue Parlament den Republikaner Joseph B. Varnum, so dass deren Mehrheit auf 28 gegen sechs Föderalisten stieg. Zwei Nachwahlen in Rhode Island und Tennessee änderten daran nichts. Louisiana wurde 1812 als 18. Staat in die Union aufgenommen. Das Parlament wählte zwei Republikaner in den Senat, womit sich deren Mehrheit auf 30 zu sechs erhöhte, was auch den Stand am Ende des 12. Kongresses darstellte.

## Spezielle Funktionen
Nach der Verfassung der Vereinigten Staaten ist der Vizepräsident der Vorsitzende des Senats, ohne ihm selbst anzugehören. Bei Stimmengleichheit gibt seine Stimme den Ausschlag. Zu Beginn des 12. Kongresses war George Clinton Vizepräsident, der am 20. April 1812 als erster Vizepräsident im Amt starb. Im Gegensatz zur heutigen Praxis leitete der Vizepräsident bis ins späte 19. Jahrhundert tatsächlich die Senatssitzungen. Ein Senator wurde zum Präsidenten pro tempore gewählt, der bei Abwesenheit des Vizepräsidenten den Vorsitz übernahm. Vom 4. März bis zum 3. November 1811 war weiter der vom 11. Kongress gewählte John Pope Präsident pro tempore, vom 24. März 1812 bis zum Ende des Kongresses am 3. März 1813 William Harris Crawford, der dies im 13. Kongress bis zum 23. März 1813 blieb. Durch Clintons Tod wäre Crawford nach der damaligen Regelung der Nachfolger des Präsidenten gewesen, wäre dieser ausgefallen.

## Liste der Senatoren
Unter Partei ist vermerkt, ob ein Senator der Föderalistischen Partei oder der Republikanischen Partei zugerechnet wird, unter Staat sind die Listen der Senatoren des jeweiligen Staats verlinkt. Die reguläre Amtszeit richtet sich nach der Senatsklasse: Senatoren der Klasse I waren bis zum 3. März 1815 gewählt, die der Klasse II bis zum 3. März 1817 und die der Klasse III bis zum 3. März 1813. Das Datum gibt an, wann der entsprechende Senator in den Senat aufgenommen wurde, eventuelle frühere Amtszeiten nicht berücksichtigt. Unter Sen. steht die fortlaufende Nummer der Senatoren in chronologischer Ordnung, je niedriger diese ist, umso größer ist in der Regel die Seniorität des Senators. Die Tabelle ist mit den Pfeiltasten sortierbar.
| Senator                 | Partei         | Staat          | Klasse | Datum         | Sen. | Anmerkung                            |
| ----------------------- | -------------- | -------------- | ------ | ------------- | ---- | ------------------------------------ |
| Samuel W. Dana          | Föderalist     | Connecticut    | I      | 10. Mai 1810  | 157  |                                      |
| Chauncey Goodrich       | Föderalist     | Connecticut    | III    | 25. Okt. 1807 | 142  |                                      |
| Outerbridge Horsey      | Föderalist     | Delaware       | I      | 12. Jan. 1810 | 156  |                                      |
| James A. Bayard         | Föderalist     | Delaware       | II     | 13. Nov. 1804 | 124  |                                      |
| William Harris Crawford | Republikaner   | Georgia        | II     | 7. Nov. 1807  | 143  | Präsident pro tempore                |
| Charles Tait            | Republikaner   | Georgia        | III    | 27. Nov. 1809 | 154  |                                      |
| George M. Bibb          | Republikaner   | Kentucky       | II     | 4. März 1811  | 160  |                                      |
| John Pope               | Republikaner   | Kentucky       | III    | 4. März 1807  | 138  | Präsident pro tempore                |
| Jean Noël Destréhan     | Republikaner   | Louisiana      | II     | 3. Sep. 1812  | 165  | trat am 1. Oktober 1812 zurück       |
| Thomas Posey            | Republikaner   | Louisiana      | II     | 8. Okt. 1812  | 167  | ernannt als Nachfolger von Destréhan |
| James Brown             | Republikaner   | Louisiana      | II     | 5. Feb. 1813  | 168  | gewählt als Nachfolger von Destréhan |
| Allan B. Magruder       | Republikaner   | Louisiana      | III    | 3. Sep. 1812  | 166  |                                      |
| Samuel Smith            | Republikaner   | Maryland       | I      | 4. März 1803  | 114  |                                      |
| Philip Reed             | Republikaner   | Maryland       | III    | 25. Nov. 1806 | 133  |                                      |
| James Lloyd             | Föderalist     | Massachusetts  | I      | 9. Juni 1808  | 144  |                                      |
| Joseph B. Varnum        | Republikaner   | Massachusetts  | II     | 8. Juni 1811  | 162b |                                      |
| Nicholas Gilman         | Republikaner   | New Hampshire  | II     | 4. März 1805  | 127  |                                      |
| Charles Cutts           | Republikanera) | New Hampshire  | III    | 21. Juni 1810 | 158  |                                      |
| John Lambert            | Republikaner   | New Jersey     | I      | 4. März 1809  | 149  |                                      |
| John Condit             | Republikaner   | New Jersey     | II     | 21. März 1809 | 117  | früher im 8. bis 10. Kongress        |
| Obadiah German          | Republikaner   | New York       | I      | 4. März 1809  | 148  |                                      |
| John Smith              | Republikaner   | New York       | III    | 23. Feb. 1804 | 119  |                                      |
| James Turner            | Republikaner   | North Carolina | II     | 4. März 1805  | 130  |                                      |
| Jesse Franklin          | Republikaner   | North Carolina | III    | 4. März 1807  | 86   | früher im 6. bis 8. Kongress         |
| Thomas Worthington      | Republikaner   | Ohio           | I      | 15. Dez. 1810 | 116  | früher im 8. und 9. Kongress         |
| Alexander Campbell      | Republikaner   | Ohio           | III    | 11. Dez. 1809 | 155  |                                      |
| Michael Leib            | Republikaner   | Pennsylvania   | I      | 9. Jan. 1809  | 146  |                                      |
| Andrew Gregg            | Republikaner   | Pennsylvania   | III    | 4. März 1807  | 135  |                                      |
| Christopher G. Champlin | Föderalist     | Rhode Island   | I      | 26. Juni 1809 | 153  | trat am 2. Oktober 1811 zurück       |
| William Hunter          | Föderalist     | Rhode Island   | I      | 28. Okt. 1811 | 164  | gewählt als Nachfolger von Champlin  |
| Jeremiah B. Howell      | Republikaner   | Rhode Island   | II     | 4. März 1811  | 161  |                                      |
| John Taylor             | Republikaner   | South Carolina | II     | 31. Dez. 1810 | 159  |                                      |
| John Gaillard           | Republikaner   | South Carolina | III    | 6. Dez. 1804  | 125  |                                      |
| Joseph Anderson         | Republikaner   | Tennessee      | I      | 26. Sep. 1797 | 70   |                                      |
| Jenkin Whiteside        | Republikaner   | Tennessee      | II     | 11. Apr. 1809 | 151  | trat am 8. Oktober 1811 zurück       |
| George W. Campbell      | Republikaner   | Tennessee      | II     | 8. Okt. 1811  | 163  | gewählt als Nachfolger von Whiteside |
| Jonathan Robinson       | Republikaner   | Vermont        | I      | 10. Okt. 1807 | 141  |                                      |
| Stephen R. Bradley      | Republikaner   | Vermont        | III    | 15. Okt. 1801 | 30   | früher im 2. bis 4. Kongress         |
| Richard Brent           | Republikaner   | Virginia       | I      | 4. März 1809  | 147  |                                      |
| William Branch Giles    | Republikaner   | Virginia       | II     | 11. Aug. 1804 | 120  |                                      |

- Republikaner bezeichnet Angehörige der heute meist als Demokratisch-Republikanische Partei oder Jeffersonian Republicans bezeichneten Partei.
- a) Cutts wird in der Liste des Senats und anderen Quellen als Republikaner bezeichnet, in der Biographie des Senats steht „elected as a Federalist“, unter Party aber „Democratic Republican“.[5]
- b) Varnum trat sein Amt anderen Quellen nach erst am 29. Juni an.[6]